# La cena delle beffe
La cena delle beffe (Het diner van spot) is een toneelstuk van Sem Benelli geschreven in 1908.

## Toneelstuk
Het toneelstuk speelt zich af in Florence ten tijde van Lorenzo I de' Medici. Gianetto Malespini en Neri Chiamantesi strijden om de hand van Ginevra. Neri en zijn broer Gabriello halen een streek uit met Gianetto. Zij stoppen hem in een zak en dumpen hem in de Arno. Gianetto zweert wraak te nemen. Hij laat Neri gek verklaren. Als deze vrijkomt wordt Neri door Gianetto verteld dat hij die avond samen is met Ginevra. Die avond is echter Gabriello samen met Ginevra. Een woedende Neri gaat af op het verhaal van Gianetto en vermoordt beide geliefden en komt er later achter dat hij zowel zijn geliefde als zijn broer heeft vermoord. Neri eindigt krankzinnig. 
Het toneelstuk is geschreven in dichtvorm (poema drammatico). De eerste voorstellingen werden begeleid door muziek van een nog zeer jonge Manoah Leide-Tedesco (geboren 1895). De eerste voorstellingen namen aanvang in 16 april 1909 in het Teatro Argentina in Rome. Het nogal gewelddadig toneelstuk werd een groot succes in Italië. Op een gegeven moment toerden meerdere theatergezelschap in Italië met dit toneelstuk. In Frankrijk speelde Sarah Bernhardt in 1910 Gianetto (ze speelde dus een mannenrol) in La beffa, een vertaling door Jean Richepin. In 1941 maakte Alessandro Blasetti een film over het verhaal.

## Muziek

### Giordano
De Italiaan Umberto Giordano schreef rond 1923 een opera op basis van het libretto van Sem Benelli. De eerste opvoering vond plaats op 20 december 1924 in La Scala in Milaan. De muzikaal leider was Arturo Toscanini met Carmen Melis in de rol van Ginevra en Hipólito Lázaro speelde Gianetto. De opera was een succes in zowel Italië als in de Verenigde Staten. De opera verdween echter van het toneel, zonder dat het voor langere tijd niet gespeeld werd. Af en toe werden er voorstellingen gegeven zoals in 1999 in Zürich.

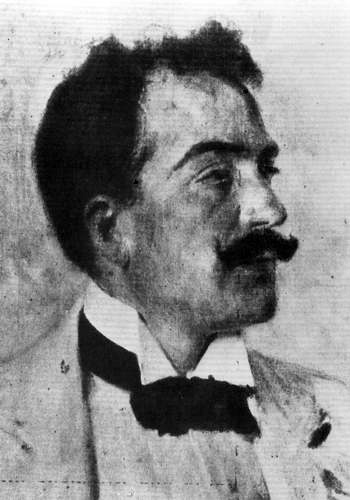
Umberto Giordano
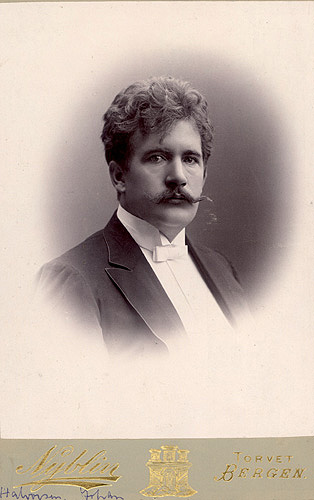
Johan Halvorsen

### Halvorsen
Het toneelstuk bereikt op 13 augustus 1925 het Nationaltheatret in Oslo. Er werden achter elkaar 29 voorstellingen gegeven onder titel Vendetta. De huisdirigent en –componist Johan Halvorsen zocht muziek om het toneelstuk te omlijsten. Hij koos voor een eigen werk Serenate, dat hij eerder had geschreven onder zijn pseudoniem d’Ambrisia en nog wat nieuwe muziek. Die nieuwe muziek beslaat een aantal manuscripten, die thans in eigendom zijn van den Noorse Staatsbibliotheek. In aanvulling op Halvorsens muziek, werd ook muziek van Sergej Rachmaninov (een prelude en een intermezzo) gespeeld. Bjørn Bjørnson leidde het toneelgezelschap.